# کچ‌پلی
کچ‌پلی (انگلیسی: Catchplay) یک شرکت چندرسانه‌ای تایوانی است که در سال ۲۰۰۷ تأسیس شد و کسب‌وکارهای آن شامل خدمات رسانه‌ای بر فراز اینترنت، ویدئو به‌درخواست، رسانه جاری، عملیات کانال تلویزیونی خطی و پخش فیلم‌های سینمایی است.